# スマホを落としただけなのに 囚われの殺人鬼
『スマホを落としただけなのに 囚われの殺人鬼』（スマホをおとしただけなのに とらわれのさつじんき）は、志駕晃の長編推理小説。『スマホを落としただけなのに』シリーズ第2弾として、宝島社文庫「『このミステリーがすごい!』大賞シリーズ」より2018年11月6日に刊行された。

## あらすじ
サイバー犯罪対策課所属の桐野良一は連続殺人犯・浦井光治が殺した可能性のある行方不明の女性について調べるよう命ぜられる。
一方、ブラック・ハッカーのMが、ビットマネー社の仮想通貨580億円相当を盗み出す事件が発生する。そんな中で桐野は浦井と面会するが、浦井は彼女を殺しておらず、かつて交流があったMが殺したのではと推測。浦井の情報のもと警察が調べたところ、その女性を含む3人の白骨死体が発見される。
Mは警察の捜査対象となるが、その後も犯行を重ねていき、遂には桐野の恋人である松田美乃里にも手をかけようとする。
Mとは何者なのか、そして警察に協力する浦井の本心とは――。

## 登場人物

### 主人公
桐野 良一（きりの りょういち）
Aパートの主人公。セキュリティ会社から神奈川県警に転職、サイバー犯罪対策課に配属されている。なお、映画版では前作に登場した加賀谷学に統合されている。
男 / 兵藤彰（ひょうどう あきら）
Bパートの主人公。美乃里を監視している人物。宮園 直樹（みやぞの なおき)という偽名を持つ。浦井やMと同様高度なハッキングスキルを有しており、美乃里の個人情報を入手していた。正体は警視庁公安部の捜査官で、とある秘密を持つ桐野への内定捜査を行っていた。
松田 美乃里（まつだ みのり）
Cパートの主人公。桐野の恋人で元同僚。セキュリティ会社に勤務しているが、庶務兼社長秘書のような役割で、プログラミングに関する知識はない。ある日、兵藤が作ったダミーのフリーWi-fiにひっかかったことから個人情報を奪われた上、中盤にMに雇われた男らに襲撃される。

### その他
浦井 光治（うらい みつはる）
浦野善治（うらの よしはる）を名乗り、「丹沢山中連続殺人事件」を起こした男。前作で逮捕され、拘束されている。長谷川祥子の殺害事件の犯人は自分ではなくMであると証言しはじめ、桐野ら警察に協力を始めるが……。
M（エム）
謎のブラックハッカー。3年前にネット上で暗躍し、浦井とも交流があったとされているが、一時消息を絶った。仮想通貨流出事件や、物語後半には神奈川県警のコンピュータをクラックして一時使えなくするなど、優れたハッキング技術を持つ。
森岡 一（もりおか はじめ）
桐野がかつて働いていたセキュリティ会社の社長。本人も優秀なエンジニアであり、片腕だった桐野が退社した現在は経営と実務の両面で活躍している。
斎藤 （さいとう）
神奈川県警の捜査本部長。
牧田 光俊（まきた みつとし）
神奈川県警の警務部長。
優香（ゆうか）
美乃里の友人。美乃里からは仕事にかまけてディナーもすっぽかす桐野への愚痴も聞かされている。
長谷川 祥子（はせがわ しょうこ）
浦野がかつて犯した殺人事件現場の近くで遺体として発見された女性。浦井は彼女がMによって殺害されたと証言した。
吉見 大輔（よしみ だいすけ）
長谷川祥子の同僚で恋人である男性。Mに接触され仕事を手伝っていたが、関係が崩壊し長谷川と共々Mに殺害された。
神宮寺 紗綾子（じんぐうじ さやこ）
「JK16」を名乗る女性ホワイトハッカー。Mが起こした仮想通貨流出事件後、流出した仮想通貨をマーキングして現金化できないようにし、更にMの素性までも調べ上げた。しかし、Mが報復として外国人の男らを雇ったために殺害され、丹沢の山に遺棄されることになる。
久保田 稔（くぼた みのる）
仮想通貨流出事件の被害に遭った「ビットマネー社」の副社長。営業活動を主に任されている。
丹羽 秀一（にわ しゅういち）
仮想通貨流出事件の被害に遭った「ビットマネー社」の社長。エンジニアとして自らプログラミングを行う。
毒島 徹（ぶすじま とおる）
前作に続き登場。
桐野に浦井が犯した連続殺人事件について話す。

## 書誌情報
- スマホを落としただけなのに 囚われの殺人鬼（2018年11月6日、宝島社文庫、ISBN 978-4-8002-9014-4）

## 映画
2020年2月21日公開。主演は千葉雄大、監督は前作に引き続き中田秀夫。

### あらすじ（映画）
長い黒髪の女性を標的とした連続殺人事件を起こした浦野が、刑事・加賀谷によって逮捕されてから数か月後、とある山奥で女性の白骨遺体が発見される。その現場が、かつて浦野が殺害した女性を埋めた場所の近くであることから、警視庁の管理官・牧田英俊は、犯人の手がかりを得るべく、浦野から情報を聞き出すよう加賀谷に命じる。
獄中で加賀谷と面会した浦野は、自分がネットワーク犯罪の師と仰ぐブラックハッカーの「M」が事件に関与していることを話す。浦野から捜査に協力する上での「条件」を告げられた加賀谷は上層部の返答を待とうとするが、「M」に対抗していたホワイトハッカーが殺害された事件を受け、牧田は「超法規的措置」として浦野を捜査に協力させる。
その加賀谷には、交際中の恋人・美乃里がいたが、美乃里は結婚後の生活についての話し合い等に消極的な加賀谷に苛立ちを募らせていた。ある日、喫茶店でフリーWi-Fiを見つけた美乃里は、それがダミーであることを知らずに接続したことで奇妙な出来事に見舞われる。そして加賀谷は愛する者の命だけでなく、自分が抱える「誰にも言えない秘密」までもが危険に晒されてしまうことに。

### キャスト（映画）
- 加賀谷学：千葉雄大[4]

本作の主人公。刑事。元はセキュリティ会社に勤務していたが、警察官だった父親への思いなどもあり、警察へ転職した。幼少期に父が殉職し、その影響で心を病んだ母親から虐待を受けていたという暗い過去を抱えている。そうした幼少期の過去は誰にも明かしていないが、収監中の浦野には見抜かれている。
- 松田美乃里：白石麻衣[5]

本作のヒロイン。加賀谷とは恋人関係で、彼との結婚を望むが、彼の仕事が多忙な事などからすれ違いになり、彼への不信感を募らせてしまった時にスマホの乗っ取り被害に遭う。事件に巻き込まれた際に加賀谷の幼少期の事や、彼の母親の事などを知るうちに彼との絆が深まる。
- 笹岡一：鈴木拡樹[4]

美乃里が勤務するセキュリティ会社の社長。加賀谷と共にセキュリティ会社を立ち上げたが、加賀谷の退職後は会社の経営が苦しくなり、会社の運転資金を得るために悪事に手を出してしまう。実は同性愛者で、加賀谷を愛していた事を告白する。
- 根岸剛志：音尾琢真[4]

神宮寺紗綾子を殺害した実行犯。また、美乃里を誘拐して暴行しようとしていた。
- 荒木寛子：江口のりこ[4]

女性刑事。
- 安西優香：奈緒[4]

美乃里の友人。BL好き。
- 三宅卓也：飯尾和樹（ずん）[4]

サイバー犯罪対策室室長。同僚に「最近、誰かに監視されてるような気がする」と相談した際に職場でアダルトサイトを見ていた事がバレてしまう。
- 神宮寺紗綾子：高橋ユウ[注 1][4]

ハンドルネーム「JK16」を名乗るホワイトハッカー。「M」の行動を阻止するが、それが元で殺害されてしまう。
- 野崎準人：ko-dai（Sonar Pocket）[4]
- 吉原宏樹：平子祐希（アルコ&ピース）[注 2][4]

加賀谷の同僚の刑事。粗暴な性格で、浦野に暴力をふるう他、彼にわざと虫が混入した食事を食べさせようとするなどの嫌がらせをしていた。ギャンブル好きで、闇金業者から借金をしている。
- 藤井未央：谷川りさこ[4]
- 西：アキラ100%[4]
- 丹羽亮子：今田美桜（友情出演）[4]
- 音坂涼一：鈴之助
- 牧田英俊：田中哲司[4]

管理官。
- 稲葉麻美：北川景子（特別出演）[4][6]

前作のヒロイン。冒頭の場面で登場。
- 富田誠：田中圭（特別出演）[4][6]

麻美の恋人。本作で麻美と結婚した事が明らかになった。同じく冒頭の結婚式で登場。
- 毒島徹：原田泰造（特別出演）[4]
- 浦野善治：成田凌[4]

前作で連続殺人事件を起こした犯人で、収監されている。
- 兵頭彰：井浦新[4]

### スタッフ（映画）
- 原作：志駕晃『スマホを落としただけなのに 囚われの殺人鬼』（宝島社文庫）
- 監督：中田秀夫[4]
- 脚本：大石哲也[4]
- 音楽：兼松衆、堤博明、大間々昂[4]
- 主題歌：King Gnu「どろん」（ソニー・ミュージックレーベルズ）[7]
- 企画プロデュース：平野隆[4]
- 製作委員会統括：横井仁、市川南、中野伸二、下田淳行、赤星哲、村松克也、森田圭、牧田英之、松浦大介、佐藤泉、門田庄司、小玉満、田中祐介、安部順一
- プロデューサー：刀根鉄太、下田淳行、辻本珠子[4]
- 音楽プロデューサー：桑波田景信[4]
- 共同プロデューサー：星野秀樹、水木雄太[4]
- ラインプロデューサー：及川義幸[4]
- 撮影：今井孝博[4]
- 照明：木村匡博[4]
- 録音：秋元大輔[4]
- 整音：室薗剛[4]
- 音響効果：大河原将[4]
- 美術：塚本周作[4]
- 装飾：柳澤武[4]
- 編集：青野直子[4]
- VFXスーパーバイザー：立石勝[4]
- スクリプター：吉田久美子[4]
- 衣装：宮本茉莉[4]
- ヘアメイク：外丸愛[4]
- 助監督：佐伯竜一[4]
- 制作担当：田辺正樹[4]
- キャスティング：神林理央子
- 特殊メイク・造形：松井祐一
- スタントコーディネーター：出口正義
- タイトルデザイン：赤松陽構造
- 宣伝プロデューサー：森田道広
- 配給：東宝
- 制作プロダクション：ツインズジャパン
- 製作幹事：TBSテレビ
- 製作：映画「スマホを落としただけなのに2」製作委員会（TBSテレビ、東宝、毎日放送、ツインズジャパン、CBCテレビ、ポニーキャニオン、KDDI、ニッポン放送、ニッポン放送プロジェクト、RKB毎日放送、TBSラジオ、HBC北海道放送、GYAO、読売新聞社）

### テレビ放送（映画）
| 回 | 放送日        | 放送時間（JST） | 放送局 | 放送枠   | 備考                     |
| -- | ------------- | --------------- | ------ | -------- | ------------------------ |
| 1  | 2022年3月14日 | 月曜0:58 - 3:27 | TBS    | （なし） | 地上波初放送、ノーカット |

## 朗読劇
「ニッポン朗読アカデミー」スピンオフ企画・朗読劇の第6回公演。正岡謙一郎脚本、菅沼尚宏演出、若手人気声優の出演により、2020年1月11日から1月19日まで銀座博品館劇場にて上演された。

### キャスト（朗読劇）
日にちごとにキャストの組み合わせが決まっており、同じ俳優が違う日時に違う役を演じることもあった。
|            | 1月11日    | 1月12日    | 1月13日                | 1月14日                | 1月15日    | 1月16日    | 1月17日    | 1月18日                | 1月19日    |
| ---------- | ---------- | ---------- | ---------------------- | ---------------------- | ---------- | ---------- | ---------- | ---------------------- | ---------- |
| 桐野良一   | 中島ヨシキ | 西山宏太朗 | ランズベリー・アーサー | 米内佑希               | 伊東健人   | 比留間俊哉 | 羽多野渉   | ランズベリー・アーサー | 神尾晋一郎 |
| 浦井光治   | 植木慎英   | 馬場惇平   | 植木慎英               | 土田玲央               | 馬場惇平   | 土田玲央   | 土田玲央   | 馬場惇平               | 植木慎英   |
| 松田美乃里 | 山下七海   | 青山吉能   | 茜屋日海夏             | 奥野香耶               | 高木美佑   | 青山吉能   | 田中あいみ | 南早紀                 | 澁谷梓希   |
| 森岡市子   | 田中あいみ | 澁谷梓希   | 南早紀                 | 山下七海               | 茜屋日海夏 | 奥野香耶   | 高木美佑   | 田中美海               | 青山吉能   |
| 男         | 神尾晋一郎 | 米内佑希   | 伊東健人               | ランズベリー・アーサー | 比留間俊哉 | 西山宏太朗 | 伊東健人   | 中島ヨシキ             | 羽多野渉   |

## オーディオブック
2020年2月、オトバンクとニッポン放送プロジェクトによりオーディオブック化され、audiobook.jpおよびGoogle Playにおいて配信された。再生時間は約8時間。

### キャスト（オーディオブック）
- 桐野良一：岸尾だいすけ[13]
- 松田美乃里：佐藤聡美[13]
- 浦井光治：神谷浩史[13]
- 牧田英俊：神奈延年[13]
- 森岡一：置鮎龍太郎[13]
- 安西優香：山下まみ[13]
- 毒島徹：ボルケーノ太田[13]
- 斉藤本部長：谷昌樹[13]
- 後藤武史：宮坂俊蔵[13]
- 母：御崎朱美[13]
- 久保田稔：野村祐士[13]
- 朗読：坂井易直、宮園拓夢、元吉有希子、根本京里[13]